# Anna Lindhagens täppa

Anna Lindhagens täppa är en liten park nedanför Stigbergsgatan på Södermalm i centrala Stockholm. Parken är uppkallad efter Anna Lindhagen, som arbetade mycket för att bevara gamla idylliska stadspartier på Södermalm.
Täppan anlades i början av 1930-talet av Anna Lindhagen på en brant backe som tillhör området kring Stigberget. Nedanför branten går Fjällgatan, där Anna Lindhagen bodde sina sista år i livet i hus nummer 34. Hon förde med sig en vild skärgårdsflora som planterades i täppan. I täppan finns också ett gammalt lusthus, vars vindflöjel bär årtalet 1776. Lusthuset kallas även för Anna Lindhagens lusthus. I parken står en mäktig lönn med en soffa runt stammen. På 1940-talet utvidgades täppan mot Stigbergsgatan och 1998 genomfördes en upprustning.

## Bilder

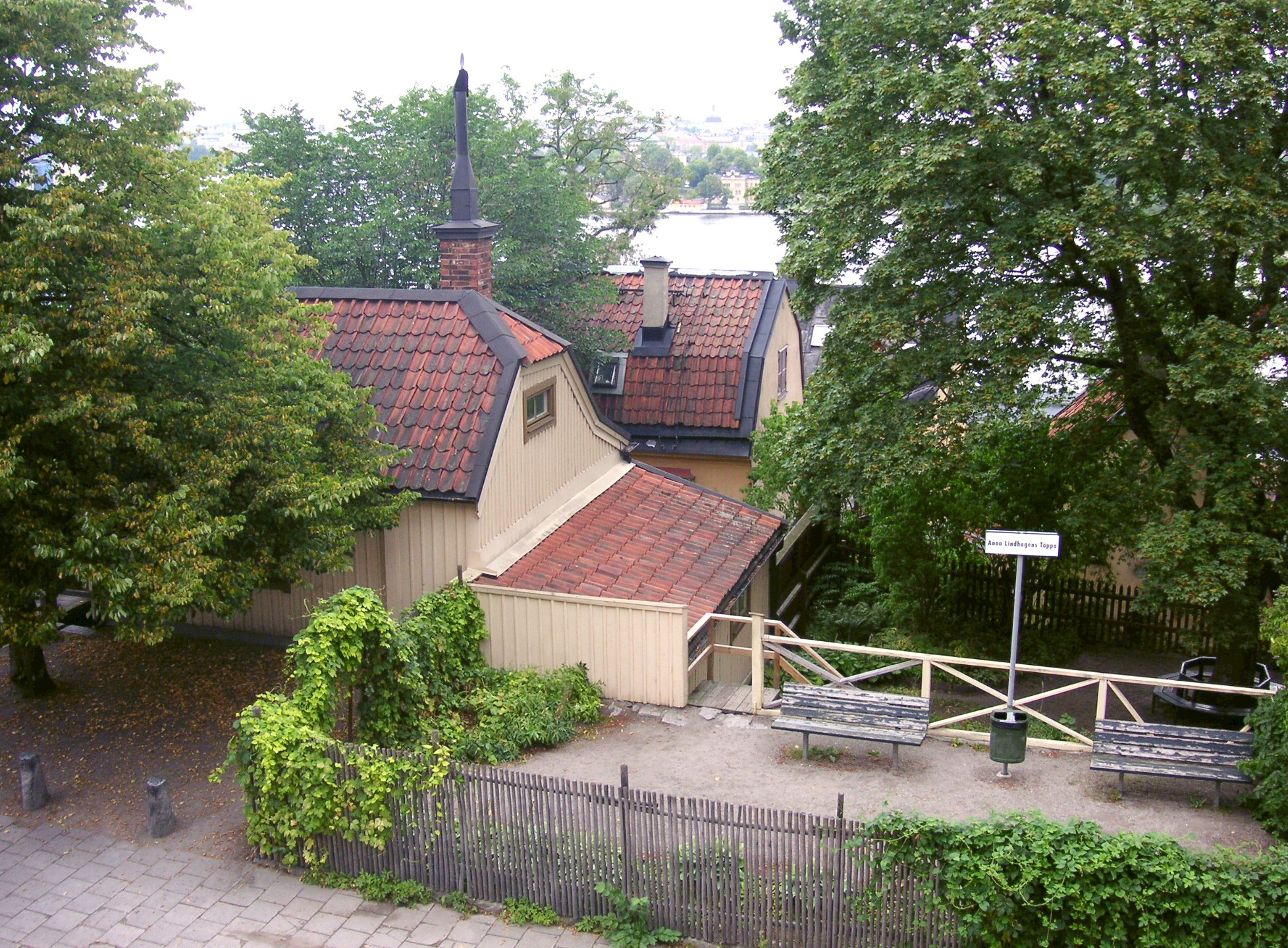
Anna Lindhagens täppa
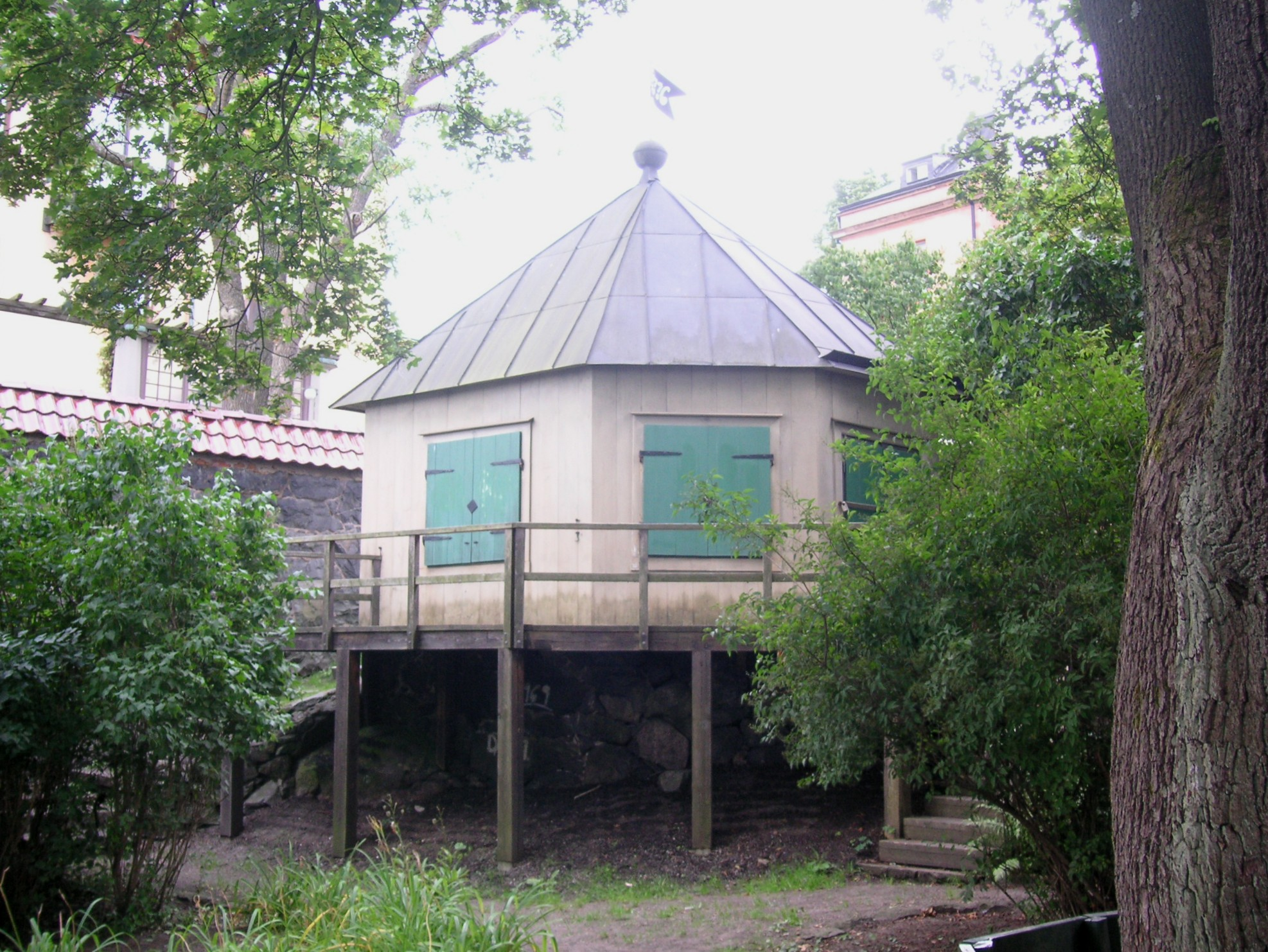
Anna Lindhagens lusthus
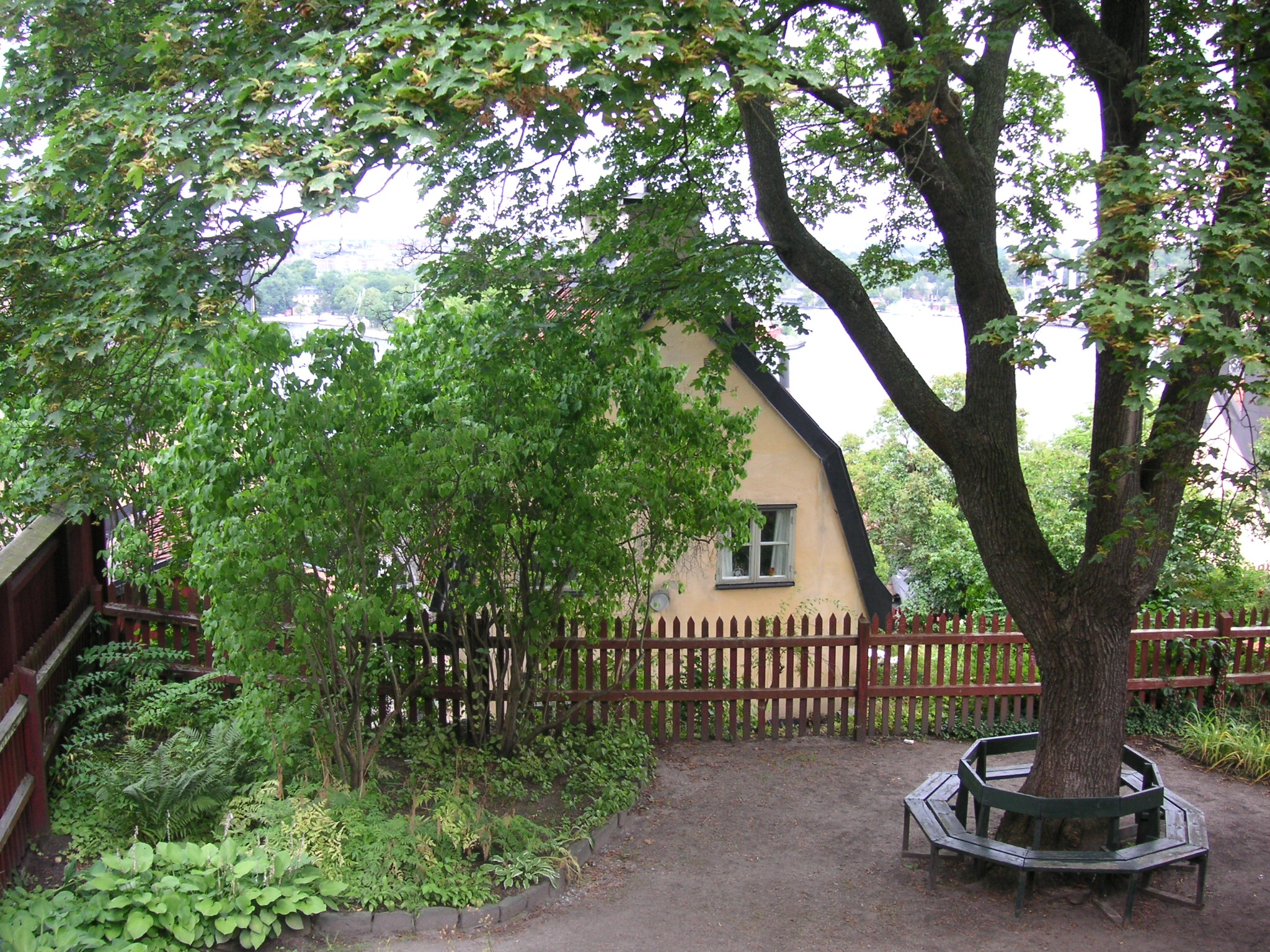
Lönnen med bänken
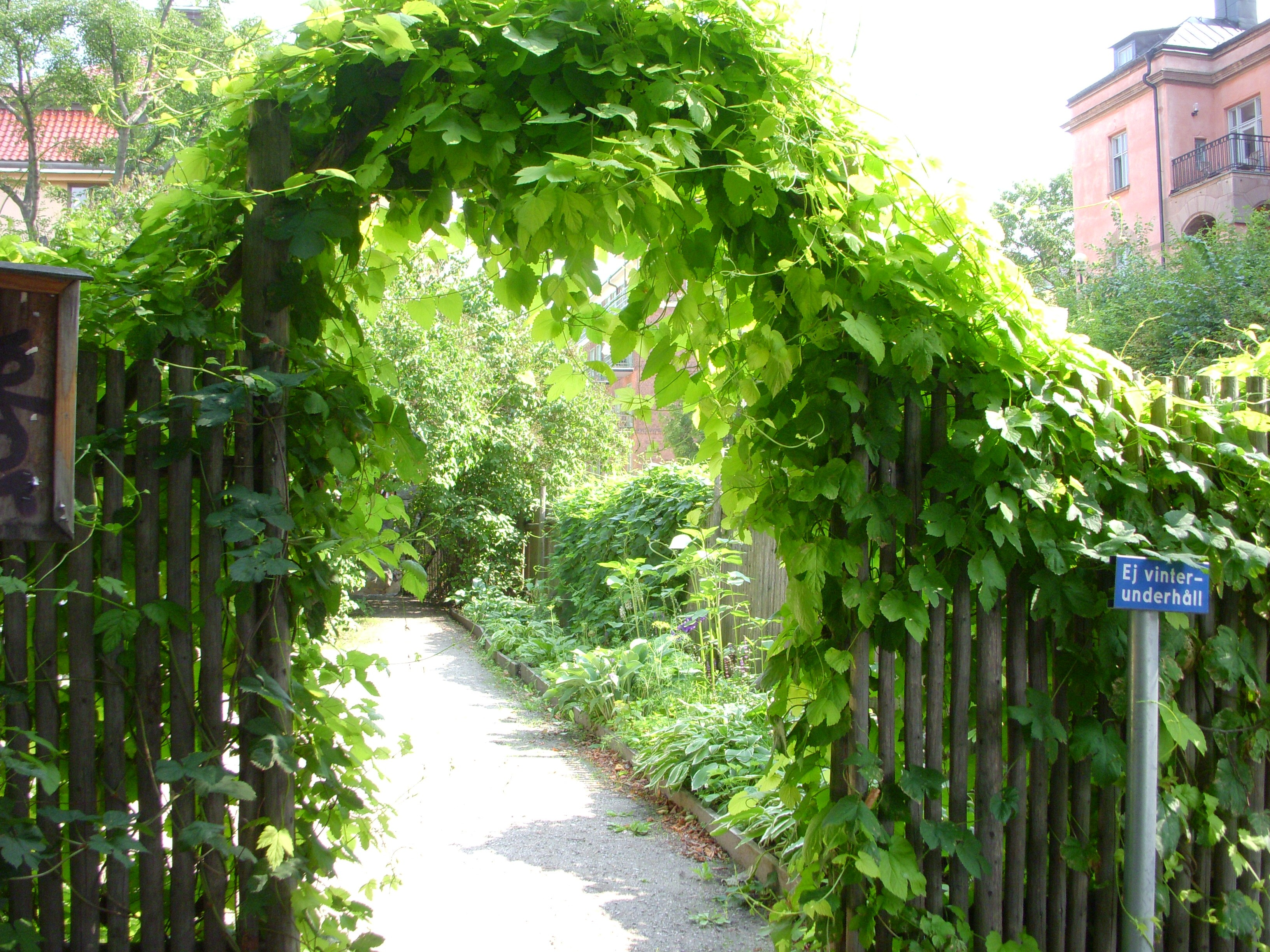
Entrén till täppan